# غواصة يو بي-105
يو بي-105 غواصة ألمانية من فئة يو بي3 خدمت في البحرية الإمبراطورية الألمانية خلال الحرب العالمية الأولى. تم تكليفها في البحرية الإمبراطورية الألمانية في 14 يناير 1918 باسم يو بي-105.